# Catapsephis apicipuncta
Catapsephis apicipuncta là một loài bướm đêm trong họ Crambidae.